# Ain't Nobody (chanson de Clare Maguire)
Pour les articles homonymes, voir Ain't Nobody.
Singles de Clare Maguire
The Last Dance
(2011)
Pistes de Light After Dark
You're Electric Light After Dark
Ain't Nobody est le premier single de la chanteuse britannique Clare Maguire, extrait de son premier album, Light After Dark. Il est sorti le 17 octobre 2010 au Royaume-Uni.